# 인천부내초등학교
인천부내초등학교는 대한민국 인천광역시 부평구에 있는 공립 초등학교이다.

## 학교 연혁
- 1996년 12월 17일: 설립인가
- 1998년 3월 1일: 개교[2]
- 1999년 2월 13일: 제 1회 졸업식[3]
- 2006년 11월 1일: 부내누리꿈터[4], 제2과학실, 열린사랑방 개관
- 2007년 2월 28일: 학교평가 우수교 표창[5]
- 2007년 4월 17일: 특수학급 설치
- 2008년 12월 26일: 2008년도 100대 교육과정 우수학교 선정[6]
- 2009년 12월 30일: 2009년도 과학교육 우수학교 표창[7]
- 2010년 4월 5일: 해오름교실[8] 조성
- 2010년 12월 30일: 2010년 초등학교 100대 교육과정 우수학교 선정[6]
- 2011년 3월 1일 사이버국제 교육 활동 중심학교[9]
- 2011년 12월 29일: 2011학년도 창의/인성교육활동 우수교 표창[7]
- 2012년 12월 3일: 2012년도 학교평가 우수교 표창[7]
- 2013년 12월 5일: 일반학생대상 장애학생인권교육 프로그램운영 우수교 표창[7]
- 2013년 12월 31일: 언어순화운동 우수사례 공모전 수상[7]
- 2014년 2월 5일: 청람관[10] 조성
- 2015년 3월 1일: 자율학교[11] 지정 운영[7]
- 2015년 8월 26일: 제 33회 인천광역시 학생과학실험대회 금상 수상[7]
- 2015년 12월 19일: 흡연예방 교육사업 우수쇼 표창[7]
- 2015년 12월 31일: 다목적 강당 및 급식실 준공

추가될 것이 있다면 추가 바람

## 참고 자료
- 인천부내초등학교 - 한국교육학술정보원 학교알리미